# Omphaliaster
Omphaliasterlà một chi nấm trong họ Tricholomataceae. Chi này phân bố rộng rãi này chứa 7 loài, predominantly in miền bắc temperate regions.